# خالد مشعل
خالد مشعل (زاده ۲۸ مه ۱۹۵۶)، سیاستمدار فلسطینی و از اعضای کمیته موقت حماس است.

## زندگی
در سال ۱۹۵۶ در روستای «سلواد» از شهرستان رام‌الله فلسطین متولد شد. تحصیلات ابتدائی خود را در سلواد و راهنمایی و دبیرستان و دانشگاهی را در کویت به اتمام رساند. در سال ۱۹۶۷ به کویت عزیمت کرده و تا زمان جنگ خلیج فارس (سال ۱۹۹۰) در آنجا ماند. در همان‌جا رهبری جمعیت اسلامی-فلسطینی را در دانشگاه کویت به عهده گرفته و در تأسیس ائتلاف جنبش اسلامی که با حرکت فتح در به‌دست گرفتن رهبری اتحادیه کل دانشجویان فلسطینی در کویت در رقابت بود مشارکت کرد.
وی دارای مدرک لیسانس در رشته فیزیک از دانشگاه کویت می‌باشد. در سال ۱۹۸۱ ازدواج کرده و دارای هفت فرزند سه دختر و چهار پسر می‌باشد. در طول اقامت خود در کویت علاوه بر خدمت به آرمان فلسطین به تدریس فیزیک نیز می‌پرداخت.
در پی شایعه مخالفت وی در خصوص حضور هنیه در تشییع جنازه و خاکسپاری قاسم سلیمانی، روزنامه الاخبار لبنان افزود؛ وی نه تنها مخالف شرکت در تشییع جنازه نبوده بلکه سفر هیئت حماس به تهران و شرکت در تشییع جنازه را بسیار مهم می‌داند.

## حماس
او یکی از بنیانگذاران جنبش مقاومت اسلامی حماس به‌شمار می‌آید. از آغاز تأسیس جنبش حماس عضو دفتر سیاسی آن بوده و در سال ۱۹۹۶ به عنوان رئیس این دفتر انتخاب شد. در ۲۵ سپتامبر ۱۹۹۷ در پایتخت اردن هدف عملیات تروریستی موساد قرار گرفت که این عملیات در پی تعقیب و دستگیری مأموران موساد توسط محافظ خالد مشعل به شکست انجامید. شیخ احمد یاسین هم در نتیجه شکست این عملیات آزاد شد.
او سال ۲۰۰۴ پس از ترور عبدالعزیز رنتیسی، به عنوان رهبر حماس برگزیده شد.
آوری دیچر رئیس سابق شاباک در گفتگو با رادیو گلگلتز، اعلام کرد که اسرائیل در اولین فرصت ممکن خالد مشعل «رهبر سیاسی» جنبش حماس را «به سزای اعمالش» خواهد رساند.
در سال ۲۰۱۵ وی به همراه هیأتی از رهبران حماس به عربستان سعودی سفر کردند و ضمن دیدار با پادشاه و ولیعهد عربستان سعودی، از موضع‌گیری مثبت پادشاهی عربستان در قبال آرمان فلسطینی‌ها تشکر نمودند.